# B52/Aalborg Fodbold Club
B52/Aalborg Fodbold Club (eller B52/Aalborg FC) er en fodboldklub beliggende på Scoresbysundvej i Aalborg med et herrehold i Serie 3, samt damehold i Kvindeserie Vest.

## Historie
Klubben er blevet til ved sammenlægning af to klubber, Aalborg Fodbold Club og B52 i 1972. 

### AFC's historie
Aalborg Fodbold Club, også kaldet AFC, blev startet den 1 april 1935, klubben holdt til i Øgadekvarteret. Dens forløber var Bagernes Boldklub, som var opstået under arbejdsløsheden i midten af trediverne. 
Klubben fik medlemskab i DAI og JBU. Svend Ørum Pedersen var den drivende kraft i klubben både som aktiv og på lederplan og var således formand for klubben i 24 ½ år. I hans formandsperiode voksede klubben både i størrelse og anseelse. AFC fik stor tilgang af spillere. 
Klubben havde ikke nok i fodbold, og tog også bordtennis på programmet. Den blev hurtig den stærkeste klub i Jylland og var også i den egenskab medstifter af Dansk BordTennis Union. Bordtennisafdelingen blev senere lagt sammen med Hedens bordtennisafdeling og blev til Bordtennisklubben Tateni, som stadig eksisterer. 
Efterhånden lykkedes det klubben at få en kampbane i Østre Anlæg, og interessen for klubbens kampe var stor. Hver søndag formiddag var der tæt pakket med tilskuere i ØstreAnlæg. 
Øgadekvarteret var et børnerigt kvarter, og AFC oprettede i halvtredserne en ungdomsafdeling, der fik baner på Sønderbroskolens sportsplads. Ungdomsafdelingen hørte til blandt Aalborgs stærkeste og vandt da også det Nordjydske Mesterskab i indefodbold. 
I 1967 kom Ishockey også på programmet i AFC. Efter Svend Ørum Pedersens tilbagetrækning forsøgte skiftende formænd at holde styr på AFC, der både manglede ledere og klublokaler. Johannes Saabye var i de sidste mange år inden fusionen den samlende faktor i klubben.

### B52's historie
B52 blev startet af Kjeld Ranum i 1952. Dens forløber var H.B-Holbergsgades Boldklub. Kjeld Rranum boede med sine forældre i Holbergsgade 2, og han var 10 år gammel, da han første gang samlede en flok drenge og dannede H.B . Drengeklubber var på den tid ret almindelige. 
Til gengæld var det helt ualmindelig, at en af disse foreninger i en tid, hvor der i forvejen var mange etablerede klubber, kunne bestå. Men det kunne H.B. Drengene spillede forskellige steder, men fortrinsvis i den Lille Grusgrav, der hvor nu Nordjyllands Kunstmuseum er. Her vandt klubben i 1956 Aalborgmesterskabet for gadeklubber. 
I 1958 flyttede Kjeld Ranum op på Peter Freuchensvej i Grønlandskvarteret og H.B blev opløst, men Kjeld Ranum havde klubbens bold og trøjer med sig. Kort efter blev han og nogle af hans nye kammerater enige om at fortsætte klubben under navnet B.52. I det børnerige kvarter kom der for alvor fart i tilgangen af medlemmer, og året efter, at klubben var genetableret, blev den tilmeldt DAI-Dansk Arbejder Idræt. Springet fra drengeklub til en rigtig fodboldklub var nu en realitet. Men klubben led, som også AFC gjorde, under mangel på banekapacitet, der blev derfor spillet mange steder i byen, f.eks. på Mølholm Fremads baner, Rørdal Boldklubs anlæg.  
I 2021 blev B52/AFC kåret som årets fodboldklub i Danmark 

### Sammenlægningen
Det afgørende vendepunkt kom i 1961, da B52 blev tilmeldt JBU. Klubben fik lov til at spille på Kærby stadion og startede med et hold i serie fem, som allerede året efter rykkede op i serie fire. Fire år efter indmeldelsen i JBU, oprettede man på initiativ af Hans Poulsen en ungdomsafdeling, og da Aalborg Boldspilklub i 1970 rykkede ud til baneanlægget i Øster Uttrup fik B52 tilladelse til at benytte AaB's gamle anlæg. Men det skabte ikke just begejstring i AFC, der havde troet, at det blev dem, der fik AaB's anlæg. 
Ud fra det foreslog den daværende borgmester i Aalborg, Marius Andersen, at sammenlægge de to klubber. Fusionen blev en realitet, det officielle navn for den nye klub var B52 Aalborg Fodbold Club, i daglig tale B.52 og på skrift B52/AFC.

### Det nuværende baneanlæg
I 1974 var anlægget på Scoresbysundvej klar til indvielse, men det tog tre år før klubhuset var opført. Medlemstallet voksede i takt med tilvæksten i Grønlandskvarteret. I 1975 havde klubben 800 aktive fodboldspillere fordelt på 50 hold og var på daværende tidspunkt den tredje største i Jylland. 

### 1980'erne
Også lederproblemet var blevet et ukendt begreb i klubben, de unges forældre bakkede flot op om klubbens arbejde. I midten af firserne blev klubben omorganiseret på initiativ af Poul T. Olesen. En decentralisering af lederarbejdet med fem afdelingsbestyrelser har spredt arbejdsbyrden. 
Poul var også sammen med Kjeld Ranum initiativtager til at afprivatisere cafeteriadriften, hvorved klubben sparer mellem 110.000 og 130.000 kroner årligt. I 1988, da den tidligere formand Kaj Sørensen trådte til, havde klubben gæld. Men udviklingen blev vendt i hans formandstid. Ungdomsafdelingen der var helt kørt ned, er nu genrejst. 

## Klubaktiviteter i dag
Klubben har i dag både herrefodbold og damefodbold at tilbyde sine medlemmer. I 1998 fik klubben sin første kvindelige hovedformand i Helle Eskildsen.

## Markante spillere
- Jimmy Nielsen
- Jacob Krüger
- Lærke Møller
- Mathias Wichmann
- Nadia Nadim
- Casper “CK” Kristensen
- Wessam Abou Ali